# ورز

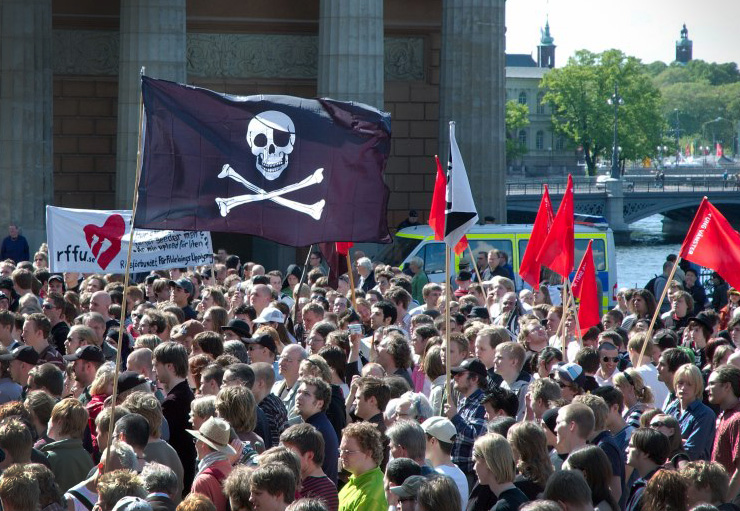
تظاهرات سال ۲۰۰۶ سوئد در حمایت از "fildelning" (به اشتراک گذاری فایل)

وِرز (به انگلیسی: Warez) یک اصطلاح رایانه‌ای رایج و گسترده‌است که برای نقض حق تکثیر استفاده شده (یعنی بعد از از کار انداختن سیستم ضد سرقت، به‌طور غیرقانونی کپی کردن و اغلب به علت عمل نکردن به قانون کپی رایت اتفاق می‌افتد) و از طریق اینترنت توزیع می‌شود. کلمه «وِرز» به عنوان اسم استفاده می‌شود، فرم جمع و جور و رایج (کوتاه برای نرم‌افزار) به کار می‌رود و به صورت ‎/ˈwɛərz/‎ تلفظ می‌شود. دور زدن حفاظت از کپی (کرک کردن نرم‌افزار) یک گام اساسی در تولید ورز است و بر اساس این مکانیزم «متمرکز روی نرم‌افزار» می‌باشد اما قابل تعمیم به دیگر موارد محافظ شده با قانون حق تکثیر مانند فیلم و بازی نیز می‌باشد. به گروه‌هایی که ورز می‌کنند محل حضور گروه‌های ورز «صحنه» نامیده می‌شود، که با استنتاج از توصیف قبلی صحنه ورز نام گرفته‌است. به‌طور کلی توزیع و تجارت آثار دارای حق تکثیر بدون پرداخت هزینه یا حق امتیاز، قوانین و موافقت‌نامه‌های حقوقی ملی و بین‌المللی را نقض می‌کند.